# 鬲津县
鬲津县，中国旧县名。
山东抗日根据地设。1940年由南皮三个区、宁津北部二个区及乐陵、东光边远地区部分村析置。1946年撤销，仍划归各县。 